# Levieria montana
Levieria montana är en tvåhjärtbladig växtart som beskrevs av Odoardo Beccari. Levieria montana ingår i släktet Levieria och familjen Monimiaceae. Inga underarter finns listade i Catalogue of Life.